# NGC 6234
NGC 6234 је елиптична галаксија у сазвежђу Змијоноша која се налази на NGC листи објеката дубоког неба.
Деклинација објекта је + 4° 23' 3" а ректасцензија 16h 51m 57,2s. Привидна величина (магнитуда) објекта NGC 6234 износи 14,4 а фотографска магнитуда 15,4. NGC 6234 је још познат и под ознакама MCG 1-43-7, CGCG 53-18, ARAK 508, NPM1G +04.0508, PGC 59144.